# Navio de escolta

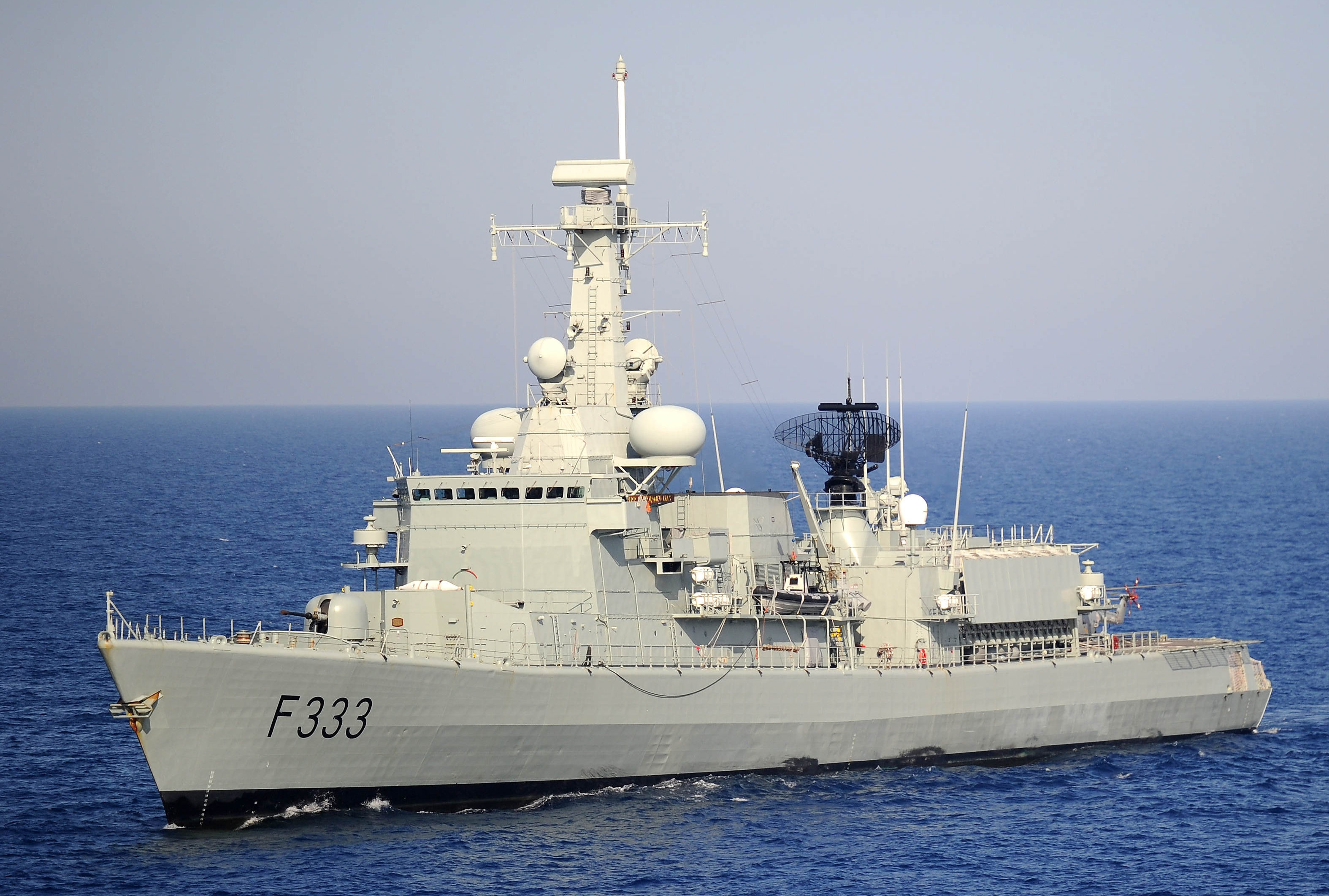
Navio de escolta do tipo fragata (FFG) NRP Bartolomeu Dias - 2010.

Navio de escolta, escolta ou escoltador é uma designação genérica aplicada aos navios de guerra destinados à escolta e proteção de esquadras navais ou da navegação mercante.
A partir da Segunda Guerra Mundial, dentro da classificação de escolta têm sido incluídos, sobretudo, navios de médio porte, como contratorpedeiros, fragatas e corvetas, especializados em luta antissubmarina ou em defesa antiaérea. A fluidez da terminologia naval e a genericidade do termo "escolta" fez com que o mesmo tenha sido também atribuído a porta-aviões, cruzadores, navios-patrulha e outras embarcações.

## Origem

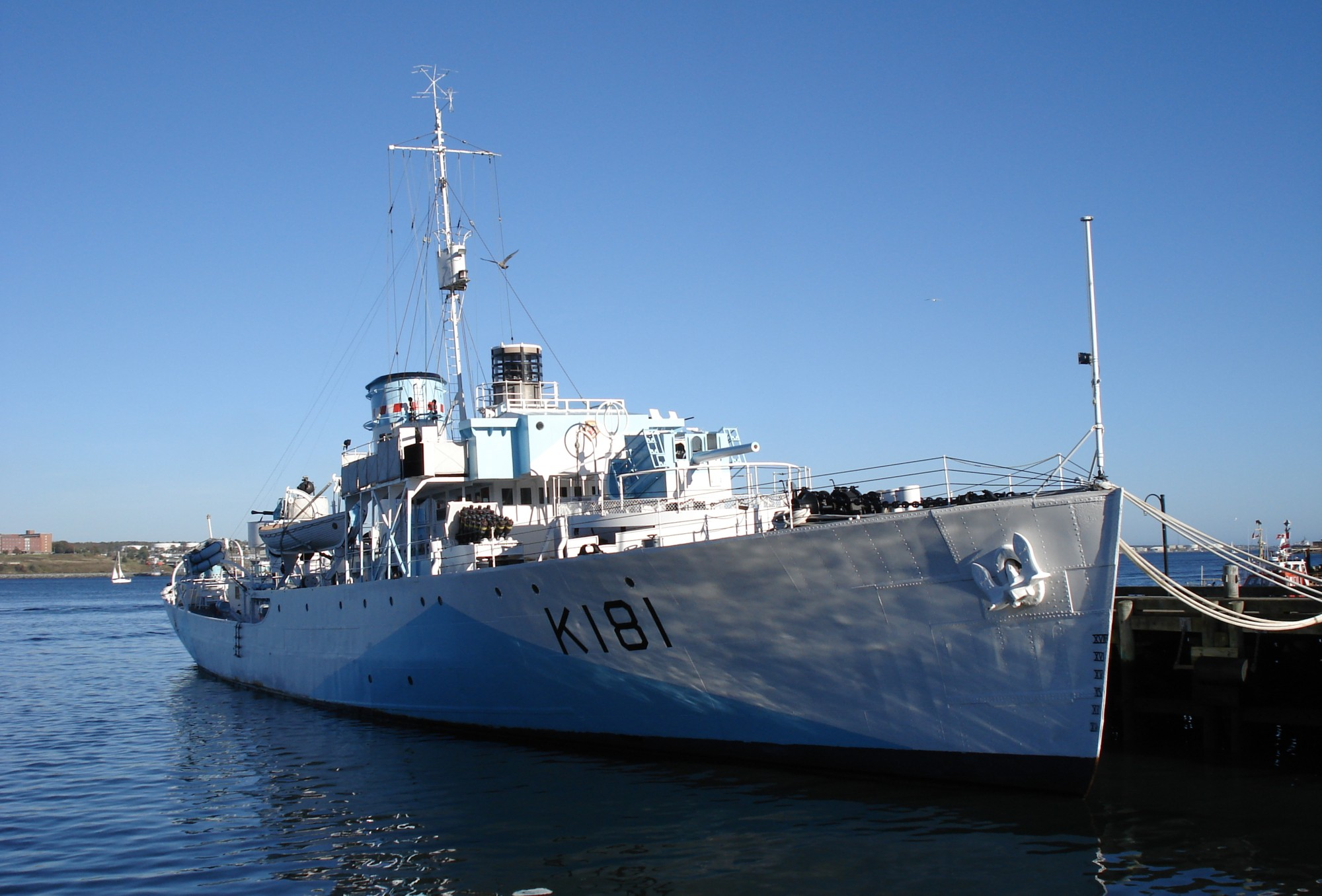
Corveta HMCS Sackville - 1941.

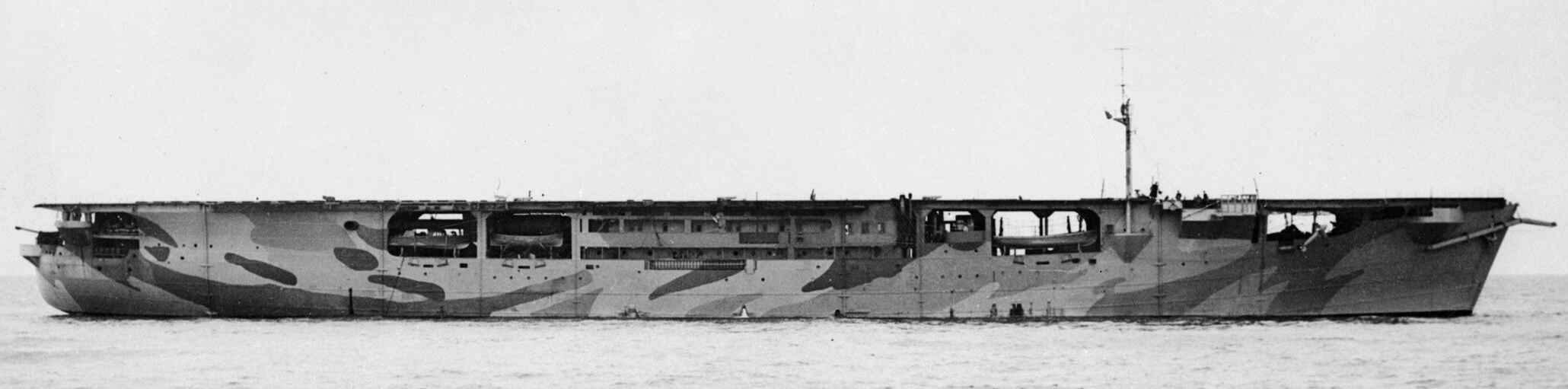
Porta-aviões de escolta HMS Adacity - 1941.

Durante a Segunda Guerra Mundial, os Britânicos desenvolveram um tipo de navio de guerra - menos capaz mas mais económico que o destroyer (contratorpedeiro) - para a escolta de comboios de navios mercantes, dando-lhes proteção antiaérea e antissubmarina. Estes navios foram classificados como corvetas. A limitação, em termos de autonomia e de velocidade, das corvetas, levou ao desenvolvimento de um tipo de navio semelhante, mas maior e com mais capacidades, que foi classificado como fragata. Os EUA desenvolveram navios com caraterísticas e missões semelhantes às das fragatas britânicas, mas classificaram-nos como destroyer escorts (escoltas contratorpedeiros). Tanto as fragatas como os destroyer escorts eram utilizados na proteção da navegação mercante, sendo os destroyers reservados para a proteção da esquadra e para a escolta de navios mais valiosos, como os porta-aviões.
Pouco antes da Segunda Guerra, a percepção do aumento da importância da ameaça aérea às forças navais, levou à substituição de algumas armas antissuperfície por armas antiaéreas, em alguns cruzadores da Royal Navy britânica. Em 1940 é lançada a Classe Dido, cujos navios são os primeiros cruzadores antiaéreos projetados como tal. Os EUA lançam em 1941, os cruzadores antiaéreos da Classe Atlanta. Os cruzadores antiaéreos são também utilizados para a escolta dos meios mais valiosos das esquadras, em complemento aos destroyers.
Também, durante a Segunda Guerra foram desenvolvidos porta-aviões de escolta, utilizados no Atlântico Norte, sobretudo, na luta antissubmarina e no Pacífico, na proteção aérea de grupos navais anfíbios e de navios de transportes de tropas. Os porta-aviões de escolta britânicos, norte-americanos e japoneses eram navios, normalmente, com cerca de um terço da tonelagem dos porta-aviões convencionais, sendo mais lentos, menos armados e com menor capacidade de transporte de aviões. A maioria deles resultou da conversão de anteriores navios mercantes.

## Classificação dos escoltas

### Sistema de classificação da NATO

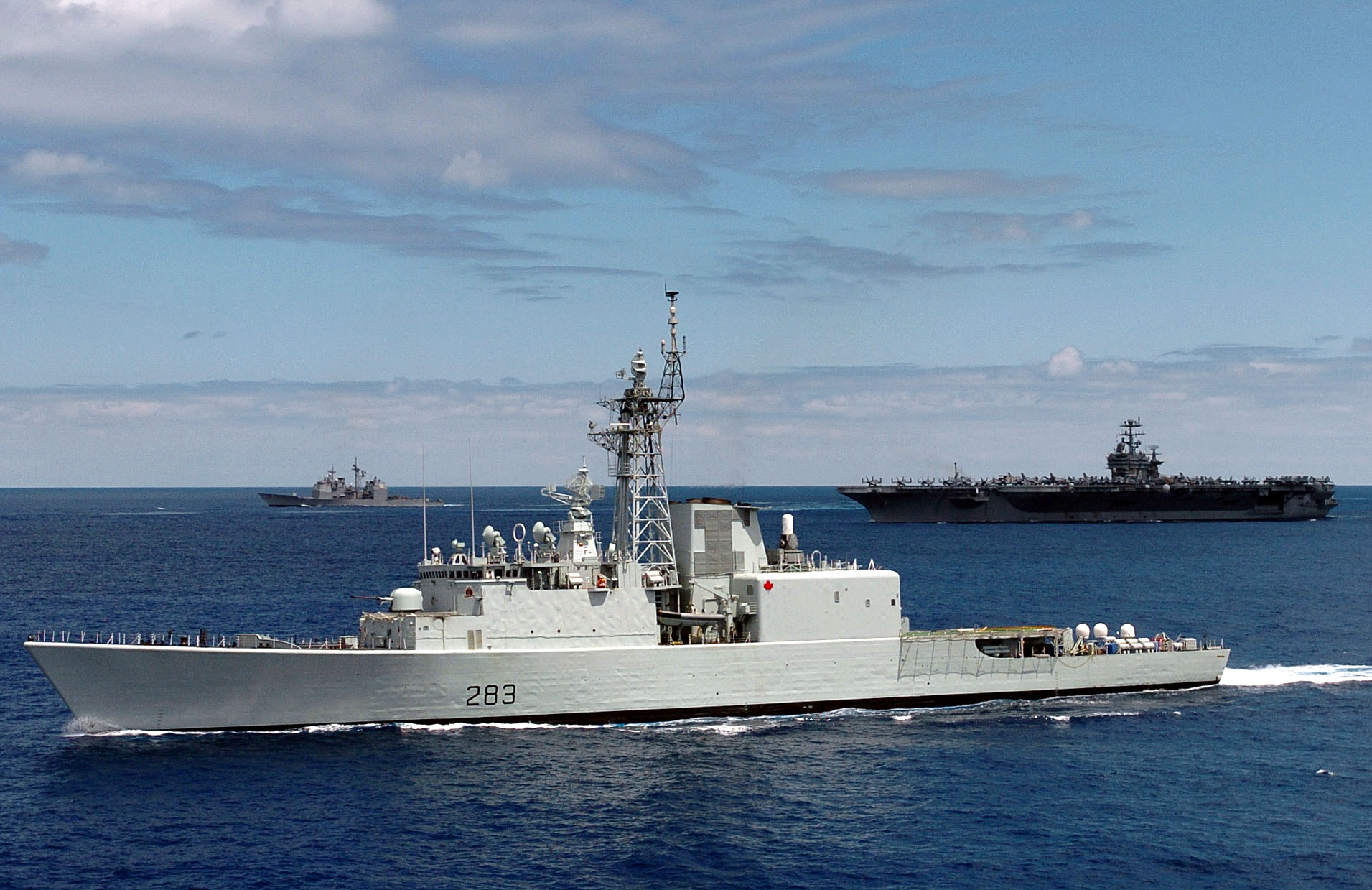
Contratorpedeiro (DDG) HMCS Algongin - 1971.

A seguir à Segunda Guerra Mundial a terminologia usada na classificação dos meios navais, que já se tinha tornado algo confusa, ainda se tornou mais, sobretudo no que diz respeito aos navios de escolta. Muitas marinhas seguiram, aproximadamente, o sistema de britânico de classificar os seus escoltas de cruzadores, contratorpedeiros (destroyers), fragatas e corvetas, conforme o deslocamento. Normalmente os cruzadores eram maiores que os contratorpedeiros, estes maiores que as fragatas e estas maiores que as corvetas. Foi este o sistema em vigor na maioria das marinhas da NATO, existindo, genericamente:
1. Cruzadores antiaéreos (CG);
2. Contratorpedeiros antissubmarinos (DD);
3. Contratorpedeiros antiaéreos (DDG);
4. Fragatas antissubmarinas (FF);
5. Fragatas antiaéreas (FFG);
6. Corvetas / fragatas ligeiras (FFL).

### Sistema de classificação dos EUA (1945-1975)

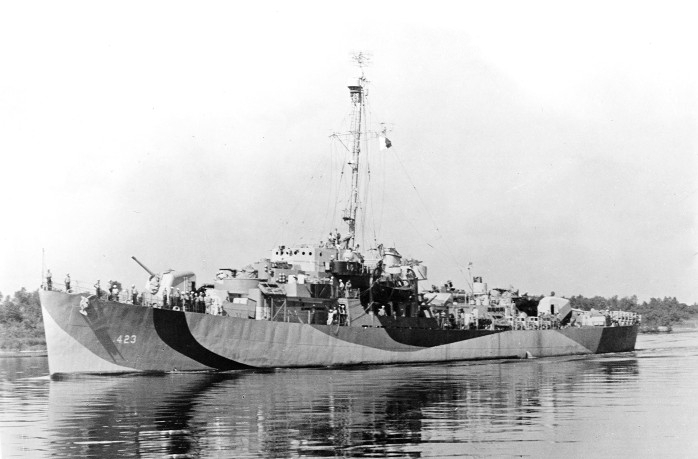
Escolta contratorpedeiro (DE) USS Dufilho - 1944.

Os EUA adoptaram um sistema de classificação, consideravelmente, diferente. Na Marinha EUA existiam três tipos de escoltas de esquadra (cruzadores, fragatas e destroyers) e um tipo de escolta de comboios mercantes (ocean escorts). Os cruzadores eram navios concebidos principalmente para o combate de superfície, A maioria deles eram antigos cruzadores ligeiros (CL) ou pesados (CA) da Segunda Guerra Mundial, nos quais foram instalados mísseis antiaéreos, transformando-os em CLG ou CAG. As fragatas (também conhecidas por destroyer-leaders) foram um tipo novo introduzido, em 1950, com um deslocamento próximo dos cruzadores, com capacidade antissubmarina ou antiaérea. Os destroyers eram os escoltas mais ligeiros da esquadra, resultando do desenvolvimento de projetos da Segunda Guerra Mundial. Inicialmente designados como escorts destroyers (DDE) - que não devem ser confundidos com os destroyers escorts (DE) - passaram a ser classificados, em 1962, como destroyers antissubmarinos e antiaéreos. Os ocean escorts correspondiam aos destroyers escorts da Segunda Guerra Mundial, existindo os antissubmarinos e os antiaéreos. Um novo tipo de escolta oceânico, a fragata de patrulha (PF) foi, ainda introduzido em 1970. Resumindo, existiam assim:
1. Cruzadores ligeiros antiaéreos (CLG);
2. Cruzadores pesados antiaéreos (CAG);
3. Fragatas (destroyer-leaders) antissubmarinas (DL);
4. Fragatas (destroyer-leaders) antiaéreas (DLG);
5. Destroyers antisubmarinos (DD);
6. Destroyers antiaéreos (DDG);
7. Ocean escorts antissubmarinos (DE);
8. Ocean escorts antiaéreos (DEG);
9. Fragatas de patrulha (PF).

### Sistema de classificação dos EUA (desde 1975)
Em 1975 o sistema de classificação dos EUA foi simplificado e aproximou-se do usado na maioria das outras marinhas. Passaram a existir apenas:
1. Cruzadores (CG) - integrando a maioria dos antigos DLG;
2. Destroyers (DDG) - integrando os DDG e os menores DLG;
3. Fragatas (FF / FFG) - integrando os antigos DE, DEG e PF.

Nesta altura já não existiam, em serviço ativo, antigos navios dos tipos CAG, CLG, DL e DD.

### Sistema de classificação da França (1950-1990)

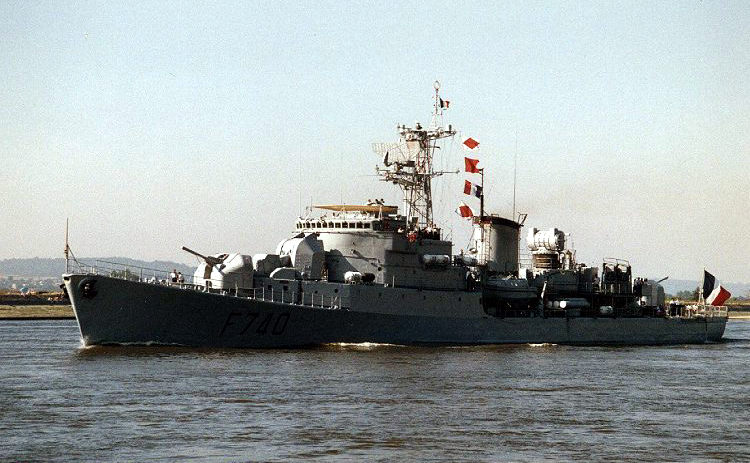
Aviso-escoltador francês Commandant Bourdais - 1963.

Outro sistema de classificação dos escoltas foi utilizado pela Marine nationale francesa, a partir da década de 1950. Os franceses classificavam os seus navios como:
1. Escoltadores de esquadra (escorteurs d'escadre) - correspondentes aos DD e DDG da NATO e usando o prefixo "D" no número de amura;
2. Escoltadores rápidos (escorteurs rapides) - correspondentes às FF da NATO e usando o prefixo "F" na amura;
3. Avisos-escoltadores (avisos-escorteurs) - fragatas ligeiras vocacionadas para a presença nos territórios ultramarinos e usando, também o prefixo "F";
4. Escoltadores costeiros (escorteurs-côtiers) - correspondendo aos navios-patrulha (PC) da NATO e usando o prefixo "P".

Na década de 1990, a Marine nationale abandonou estes sistema de classificação, reclassificando todos os seus escoltadores de esquadra e rápidos como fragatas e os restantes escoltadores como patrulheiros.

### Outros sistemas
A Marinha Portuguesa, desde a Segunda Guerra Mundial usa um sistema de classificação misto entre o britânico e o norte-americano. A designação "escolta oceânico" abrange todos os navios de escolta oceânica. No entanto, cada navio é classificado como fragata ou corveta, conforme o deslocamento.
A tendência atual, na maioria das marinhas, é a de classificar todos os novos escoltas oceânicos como fragatas, abandonando as restantes classificações.